# シディ
シディ(モンゴル語: Šidi, 生没年不詳)とは、13世紀後半にモンゴル帝国に仕えたジャライル部国王ムカリ家出身の領侯（ノヤン）。東アジア史上初めて軍団を率いて黒竜江下流域（ヌルガン）まで出兵し、ウェジ・ギレミといった諸族を服属させたことで知られる。シデ（Šide）とも。
『元史』などの漢文史料では碩徳(shídé)と表記される。『元史』には立伝されていないが『金華黄先生文集』巻25魯国公札剌爾公神道碑にその事蹟が記され、『新元史』には魯国公札剌爾公神道碑を元にした列伝が記されている。

## 概要
シディの先祖はモンゴル帝国建国の功臣であるムカリで、シディはその曾孫のナヤン (ジャライル部)の息子として生まれた。ナヤンは聡明なことからモンケ、クビライ兄弟に活躍を期待されながらも病で早世した人物で、その後を継いだシディも明敏なことで知られていた。クビライの即位後、シディはケシクテイ（宿衛）に入って同知通政院事に任じられ、決裁の公正さで知られた。ある時、クビライが側近のアントン（ムカリ国王家現党首で、シディの従伯父に当たる）に「卿の族中から卿を継ぐ者を選ぶとしたら、誰になる？」と尋ねた所、アントンは「性行の純雅さ、智辨の明正さから、言うまでもなくシディでしょう」と答え、クビライもこの返答に同意したという。
クビライの即位直後、女真人の居住地域の更に東、黒竜江下流域においてウェジ（現在のウリチ・ウデヘなどの祖先に当たる）・ギレミ（現在のニヴフの祖先に当たる）が内地で掠奪を行うことが問題となっていた。そこで臣下を派遣して現地までの駅伝路（ジャムチ）を整備することになったが、クビライがその人選に悩んでいたところ、周囲の者は「元勲の子孫にして思慮深いシディを用いるべきである」と推薦した。そこでクビライがシディを呼び出し出征の意思を尋ねた所、シディは自らが年少であることを気にしないで下さるならば、行かせていただきたいと返答し、これに大いに喜んだクビライは宴会を開きその出征を見送った。
出征したシディは険阻な道程を乗り越え、かつて金朝が黒竜江下流域の諸民族を治めるために設置したヌルガン城の地にまで進出し、ここに東征元帥府を設置した。東征元帥府に至る道は夏は船を使って黒竜江を行き来し、冬は凍結した河上を犬橇で進む長い道程であったが、シディは山川の地形に沿って道を整備し大元ウルス本土との往来を楽にしたという。また、シディは諸トゥメン（万人隊）を集めてウェジ・ギレミの首魁を討伐し、大元ウルスに降らせた。これによって黒竜江下流域は大元ウルスの支配下に入ったが、このシディの出兵は後に樺太島でギレミ（ニヴフ）とクイ（アイヌ）との抗争にモンゴルが巻き込まれる遠因となった。シディのヌルガン出兵の時期は明記されていないが、『元史』には中統4年（1263年）に女直・水達達（黒竜江下流域の諸民族の総称）から徴発した3000の兵を組織したとの記録があり、この前後のことではないかと考えられている。
その後のシディの活動については記録が少ないが、ナヤン・カダアンの乱鎮圧戦に従軍し、また中央アジア方面に使者として派遣されて功績を挙げたことなどが記録されている。クビライの寿命があと僅かとなった至元30-31年（1293-1294年）頃、シディの家から「受天之命、既壽永昌」と刻まれた玉璽（ハスボー・タムガ）が発見され、監察御史の楊桓がこれを解読して失われた伝国璽であると結論づけ、御史中丞の崔彧がココジン・カトンに献上するという事件が起こった。言うまでもなくこの時発見された「かつて歴代王朝で使われてきた伝国璽」なるものはシディらの捏造に他ならないことは、既に明代から指摘されている。この頃、クビライの死去を見越して御史大夫（御史台の長）のウズ・テムルを中心とする一派がクビライの孫テムルをその後継者とすべく運動を行っており、御史台の官吏たる楊桓・崔彧が関わるこの一件も、ウズ・テムルらによって仕組まれたものであると見られている。また、伝国璽発見の場としてシディ家が選ばれたのは、シディの妻がコンギラト部の出身であり、ココジン・カトンとは親縁であったためと考えられている。

## ジャライル部スグンチャク系国王ムカリ家
- グウン・ゴア（Gü’ün U’a ＞孔温窟哇/kǒngwēn kūwa）
  - 左翼万人隊長・国王ムカリ（Muqali guy-ong ＞木華黎国王/mùhuálí guówáng,موقلىكويانك/mūqalī kūyānk）
    - 左翼万人隊長・国王ボオル（Bo’ol ＞孛魯bólŭ,بوغول/būghūl）
      - 国王スグンチャク（Süγunčaq ＞速渾察/sùhúnchá）
        - 国王クルムシ（Qurmši ＞忽林池/hūlínchí）
        - ナヤン（Nayan ＞乃燕/nǎiyàn）
          - 同知通政院事シディ（Šidi ＞碩徳/shídé）
            - ベルケ・テムル（Berge temür ＞別理哥帖木爾/biélǐgē tièmùěr）
              - 中書平章政事ドルジバル（Dorǰibal ＞朶爾直班/duǒěrzhíbān）
                - テグス・テムル（Tegüs temür ＞鉄固思帖木而/tiěgùsī tièmùér）
                - ドルゲン・テムル（Dürgen temür ＞篤堅帖木而/dǔjiān tièmùér）

          - バヤンチャル（Bayančar ＞伯顔察児/bǎiyáncháér）

        - 江淮行省左丞相センウ（Seng'ü ＞相威/xiāngwēi）
          - 南行台御史大夫アラーウッディーン（Šidi ＞阿老瓦丁/ālǎowǎdīng）
            - 集賢大学士トゴン（Toγon ＞脱歓/tuōhuān）

        - サルバン（Sarban ＞撒蛮/sāmán）
          - 江浙行省平章トクト（Toqto ＞脱脱/tuōtuō）
            - 中書右丞相ドルジ（Dorǰi ＞朶児只/duǒérzhǐ）
              - 翰林学士ドスマン・テムル（Dosman temür ＞朶蛮帖木児/duǒmán tièmùér）
              - 国王エムケシリ（Emmgeširi ＞俺木哥失里/ǎnmùgēshīlǐ）